# Zavrh, Litija
Zavrh este o localitate din comuna Litija, Slovenia, cu o populație de 26 de locuitori.